# 遂州 (河北)
遂州，金朝时设置的州。
天会七年（1129年）改广信军置遂州，治所在遂城县（今河北省徐水县西北遂城）。辖境相当今河北省徐水县西部。泰和四年（1204年）废遂州。贞祐二年（1214年）复置遂州。元朝至元二年（1265年）废入安肃州，后又复置遂州，属于保定路。明朝洪武初废，降为遂县，洪武八年（1375年）二月省。